# San Juan Evangelista (Veracruz)
San Juan Evangelista es una localidad del estado mexicano de Veracruz. Es cabecera del municipio de San Juan Evangelista.

## Demografía
| Censo | Población |
| ----- | --------- |
| 1900  | 2163      |
| 1910  | 2310      |
| 1921  | 2146      |
| 1930  | 1998      |
| 1940  | 2528      |
| 1950  | 2613      |
| 1960  | 3013      |
| 1970  | 3119      |
| 1980  | 4979      |
| 1990  | 4285      |
| 1995  | 4096      |
| 2000  | 3983      |
| 2005  | 3957      |
| 2010  | 4044      |
| 2020  | 3942      |